# Patrice Lestrohan
Patrice Lestrohan, né à Vannes le 31 mars 1953 et mort le 4 février 2015 à Paris, est un journaliste et écrivain. Il a notamment collaboré au Nouvel Observateur, au Quotidien de Paris (Groupe Quotidien), à L'Événement du jeudi, à Stratégies et au Canard enchaîné. Fondateur de l'association de journalistes « Médias » , il a participé à plusieurs éditions du Guide de la Presse et a appartenu au comité de rédaction de la revue Médias.

## Biographie
Patrice Lestrohan suit, après sa khâgne, des études de Lettres modernes à l’Université de Rennes tout en militant, jusqu'en 1973, au Parti socialiste. Il passe avec succès le concours du Centre de formation des journalistes (CFJ). Remarqué par Philippe Viannay et Gilles Martinet parmi les meilleurs de sa promotion, il effectue son stage de fin d’études au Nouvel Observateur de juin à septembre 1975, avant d'y être embauché.
Attaché à la rubrique « Notre époque », il quitte le Nouvel Observateur en novembre 1979 pour traiter des médias au Quotidien de Paris, relancé par Philippe Tesson. En 1984, il rejoint l’équipe de Jean-François Kahn à L'Événement du jeudi puis s'en éloigne pour collaborer quelque temps au magazine Stratégies, avant d’être engagé, en juillet 1990, au Canard enchaîné. Il fera partie de la rédaction de l'hebdomadaire satirique pendant plus de vingt ans et y sera l'auteur de nombreuses « Prises de bec », ces impertinents portraits du Canard. Patrice Lestrohan a, par la suite, chroniqué l'actualité pour la revue Bakchich, la presse belge, et a publié de longs portraits et enquêtes dans la revue XXI, Vanity Fair, Lui, Capital et le mensuel Bretons.

## Publications
- Cocorico Télé, Marabout, 1986
- Le Guide de la Presse, ouvrage collectif, Alphom, 2002
- L'Edgar (biographie d'Edgar Faure), Le Cherche midi, 2007[4].
- Le Canard enchaîné, la Ve République en 2000 dessins (1958-2008), ouvrage collectif, Les Arènes, 2008.
- Le dernier Aragon, Riveneuve, 2010, 209 p.
- Le XXe siècle en 2000 dessins de presse, (textes), Les Arènes, 2012.
- L'Observatoire : l'affaire qui faillit emporter Mitterrand, éditions Nicolas Eybalin, 2012,  (ISBN 978-2-3674-0004-4)